# ردیابی مهاجرت جانوران

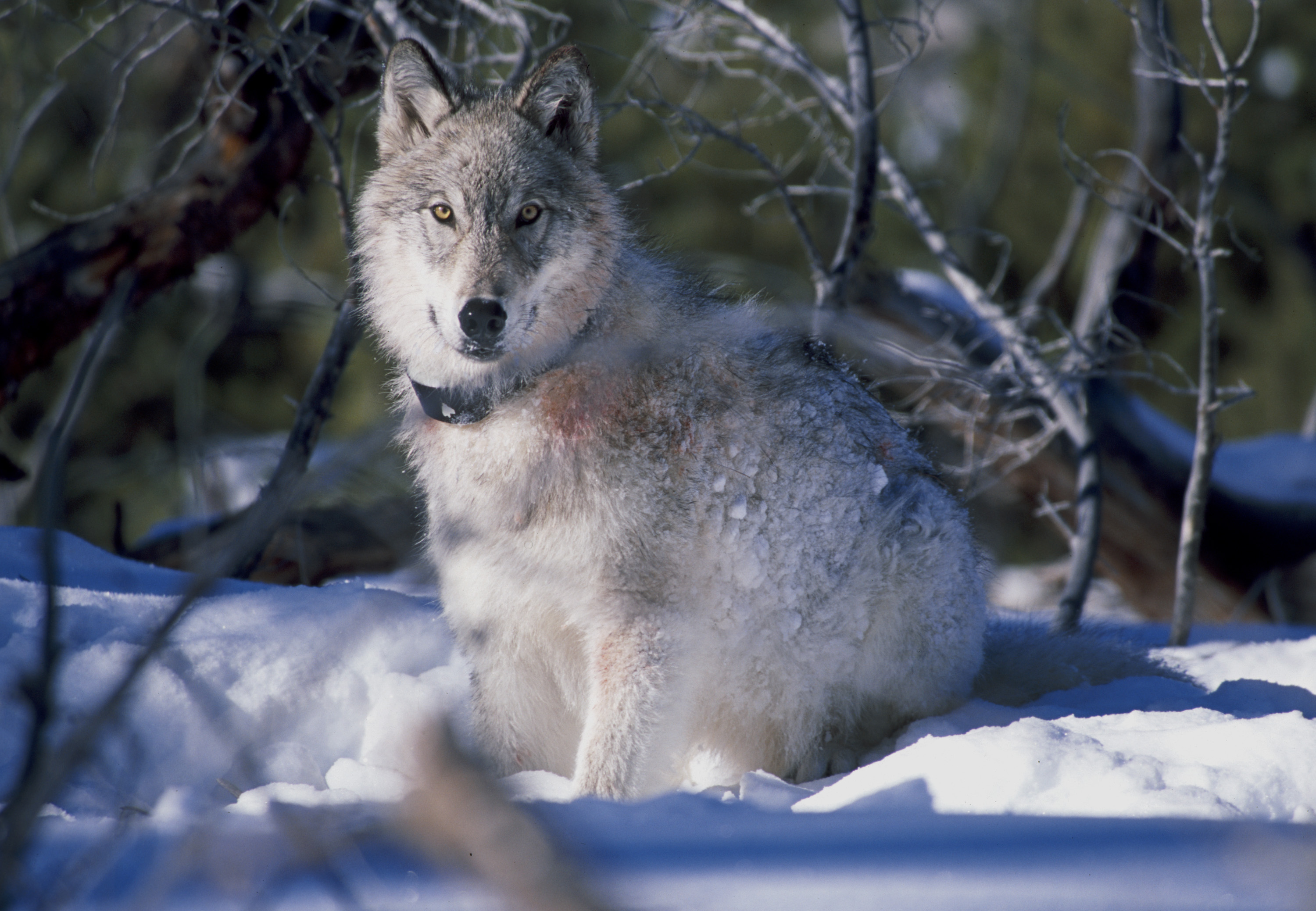
گرگ قلاده‌دار رادیویی در پارک ملی یلوستون

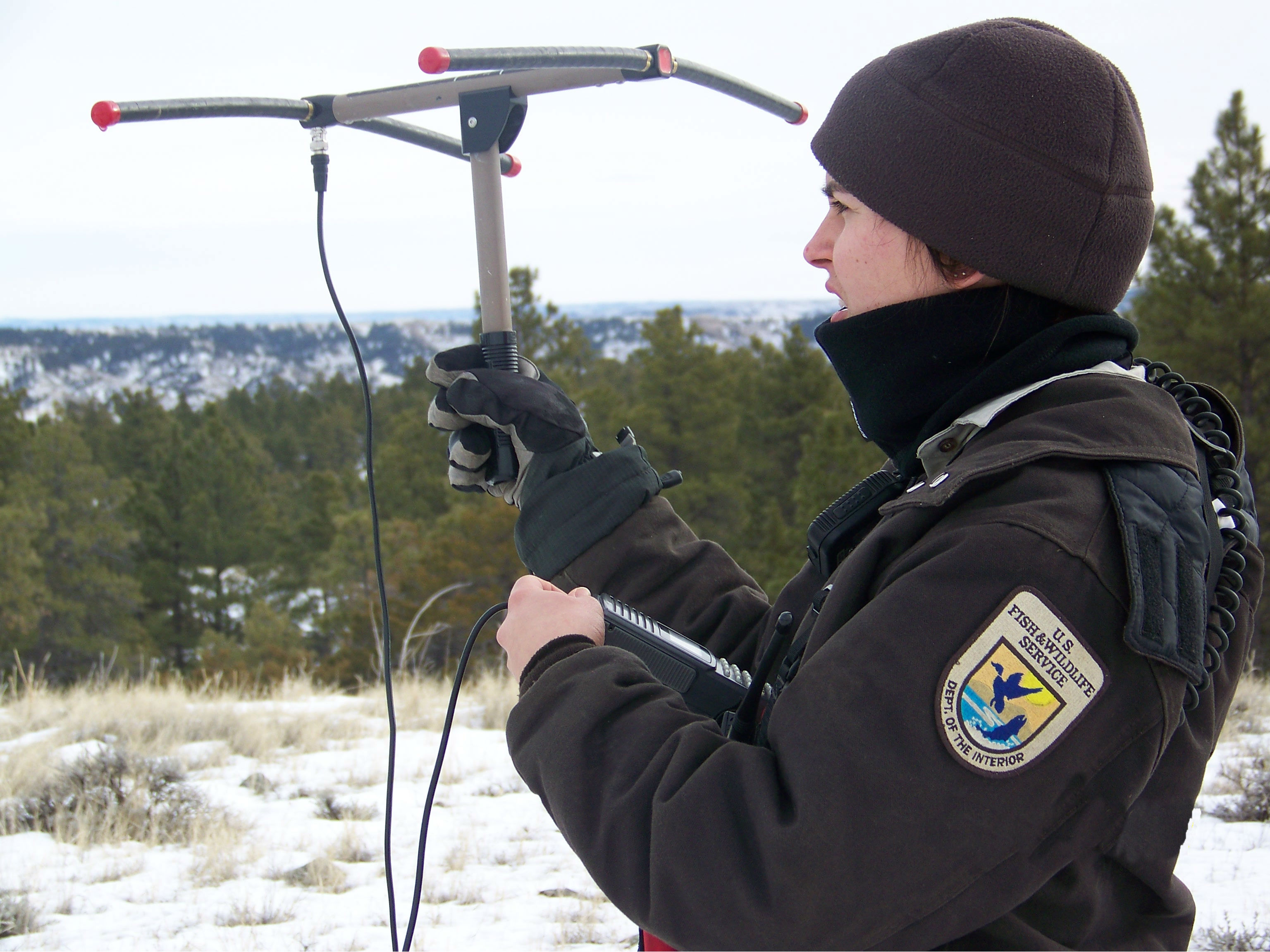
کارمند سازمان شیلات و حیات وحش ایالات متحده در حال ردیابی یک شیر کوهی که با قلاده رادیویی علامت‌گذاری شده است

ردیابی مهاجرت جانوران در زیست‌شناسی حیات وحش، زیست‌شناسی حفاظت، بوم‌شناسی و مدیریت حیات وحش برای مطالعه رفتار جانوران در طبیعت بهره‌گیری می‌شود. یکی از نخستین تکنیک‌ها، حلقه‌گذاری پرندگان بود، که در آن برچسب‌های شناسایی غیرفعال روی پاهای پرندگان قرار داده می‌شد تا پرنده در هنگام گرفتن و رهاسازی بعدی شناسایی شود. ردیابی رادیویی شامل اتصال یک فرستنده رادیویی کوچک به جانوران و دنبال کردن سیگنال با یک گیرنده RDF است. تکنیک‌های پیشرفته نوین از ماهواره‌ها برای ردیابی جانوران برچسب‌گذاری‌شده و برچسب‌های جی‌پی‌اس که موقعیت مکانی جانور را ثبت می‌کنند، استفاده می‌کنند. با ظهور اینترنت اشیا، امکان ساخت دستگاه‌هایی ویژه برای گونه یا آنچه که قرار است ردیابی شود، فراهم شده است. یکی از چندین اهداف پژوهش‌های مهاجرت جانوران، تعیین مقصد جانوران بوده است؛ با این حال، پژوهشگران همچنین می‌خواهند بدانند که چرا آنها به «آنجا» می‌روند. پژوهشگران نه تنها مهاجرت جانوران را بررسی می‌کنند، بلکه آنچه را که بین نقاط پایانی مهاجرت وجود دارد، نیز بررسی می‌کنند تا مشخص کنند که آیا یک گونه بر اساس تراکم غذا، تغییر دمای آب یا دیگر محرک‌ها و توانایی جانور در سازگاری با این تغییرها، به مکان‌های جدید نقل مکان می‌کند یا خیر. ردیابی مهاجرت ابزاری حیاتی در تلاش‌ها برای کنترل پیامدهای تمدن بشری بر جمعیت جانوران وحشی و جلوگیری یا کاهش انقراض مداوم گونه‌های در معرض خطر است.

## فناوری‌ها

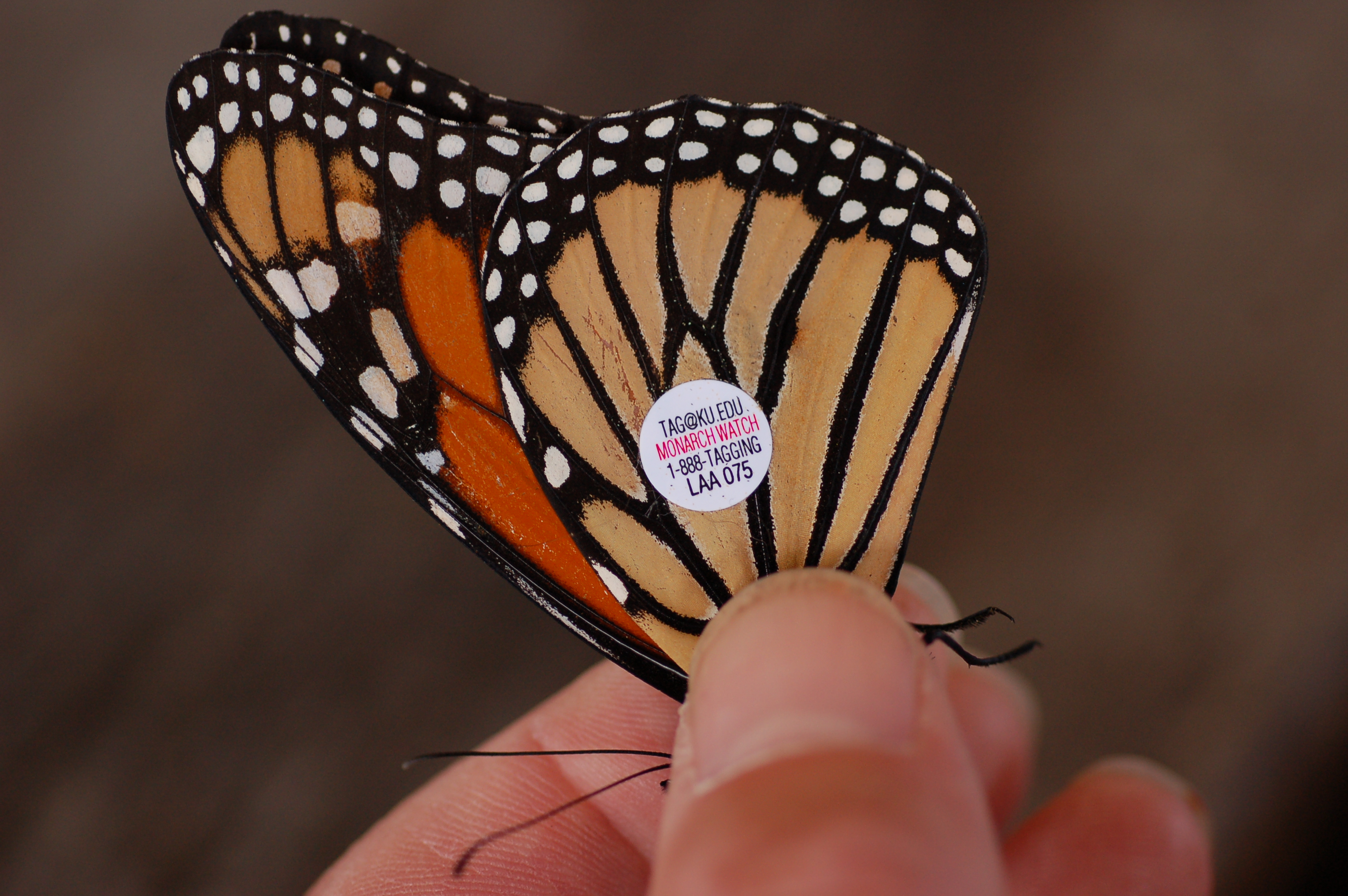
یک پروانه شهریار اندکی پس از برچسب‌گذاری در پایشگاه پرندگان کیپ می. پایشگاه پرندگان کیپ می یکی از سازمان‌هایی است که برنامه برچسب‌گذاری شناسایی پروانه‌های شهریار را دارد. برچسب‌های پلاستیکی دارای اطلاعات شناسایی روی بال حشره قرار داده می‌شوند. اطلاعات ردیابی برای مطالعه الگوهای مهاجرت پروانه‌های شهریار، از جمله اینکه تا چه مسافتی و به کجا پرواز می‌کنند، استفاده می‌شود.

در پاییز ۱۸۰۳، جان جیمز آدوبان، طبیعت‌شناس آمریکایی، این پرسش را مطرح کرد که آیا پرندگان مهاجر هر سال به همان مکان پیشین برمی‌گردند یا خیر؛ بنابراین او پیش از پرواز یک پرنده به سوی جنوب، ریسمانی را دور پای آن بست. بهار بعد، آدوبان دید که پرنده واقعاً برگشته است.
دانشمندان امروزه هنوز از برچسب‌هایی مانند نوارهای فلزی برای ردیابی حرکت جانوران استفاده می‌کنند. حلقه‌های فلزی برای جمع‌آوری داده‌ها توسط دانشمندان، نیاز به صید دوباره جانوران دارند؛ بنابراین داده‌ها به نقاط رهاسازی و مقصد جانور محدود می‌شوند.
فناوری‌های اخیر به حل این مشکل کمک کرده‌اند. برخی از برچسب‌های الکترونیکی سیگنال‌های تکرارشونده‌ای منتشر می‌کنند که توسط دستگاه‌های رادیویی یا ماهواره‌ها دریافت می‌شوند، در حالی که دیگر برچسب‌های الکترونیکی می‌توانند شامل برچسب‌های بایگانی (یا ثبت‌کننده‌های داده) باشند. دانشمندان می‌توانند با استفاده از فناوری سامانه بازشناسی با امواج رادیویی (RFID) یا ماهواره‌ها، مکان و جابجایی جانوران برچسب‌گذاری‌شده را بدون نیاز به گرفتن دوباره آنها ردیابی کنند. این برچسب‌های الکترونیکی می‌توانند داده‌های زیادی را ارائه دهند. فناوری‌های نوین نیز کوچک‌تر هستند و تأثیر منفی برچسب روی جانور را به کمترین میزان می‌رسانند.
پیشرفت‌های اخیر در فناوری ردیابی، امکان نظارت بر مهاجرت جانوران را بدون نیاز به صید دوباره بهبود بخشیده است. شرکت استرالیایی Wildlife Drones یک سیستم تله‌متری رادیویی مبتنی بر پهپاد را برای ردیابی گونه‌های کوچک و متحرک مانند طوطی تیزپر، یکی از پرندگان در معرض خطر انقراض استرالیا، گسترش داده است. روش‌های ردیابی سنتی برای چنین گونه‌هایی شامل برچسب‌های رادیویی با فرکانس بسیار بالا (VHF) و ردیابی دستی با گیرنده‌های دستی بود که بسیار پرزحمت و برد محدودی داشتند. این سیستم به پژوهشگران اجازه می‌دهد تا از راه دور و از فواصل دور، داده‌ها را از چندین جانور برچسب‌گذاری‌شده جمع‌آوری کنند و کارایی و اثربخشی نظارت بر حیات وحش را افزایش دهند.

## انواع فناوری‌ها

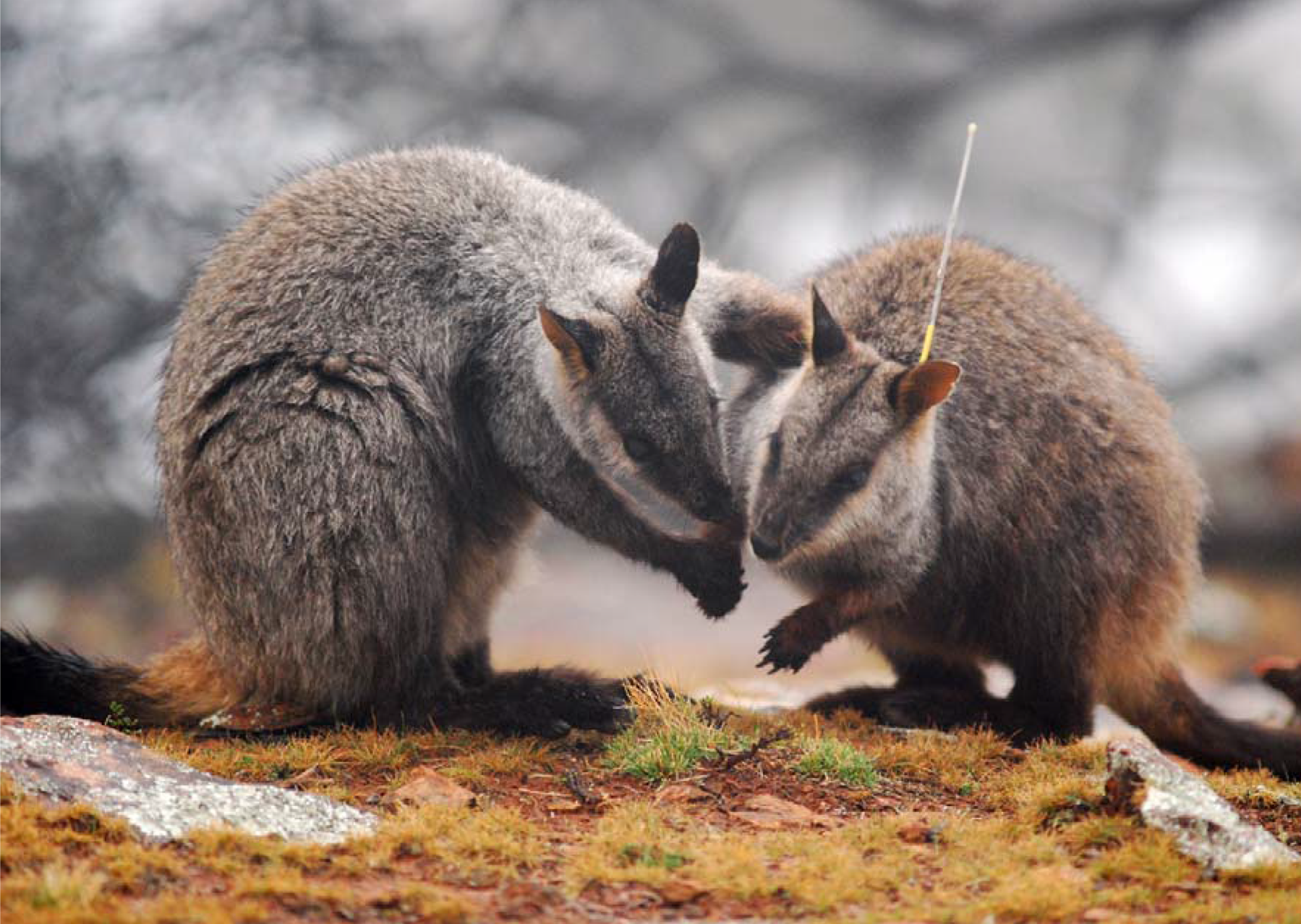
سمت راست این دو والابی صخره‌ای دم‌قلم‌مویی، قلاده ردیاب رادیویی به گردن دارد.

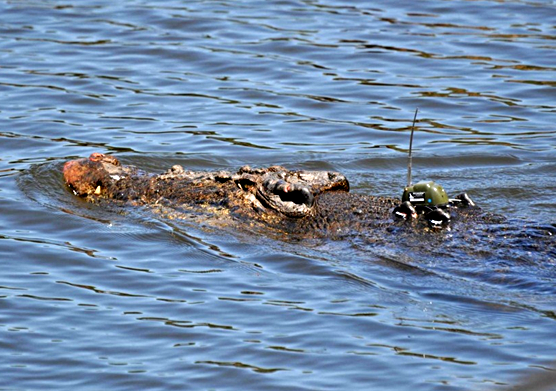
یک کروکودیل آب شور با فرستنده ماهواره‌ای جی‌پس‌اس-پایه برای ردیابی مهاجرت

- ردیابی رادیویی
- ردیابی ماهواره‌ای
- ردیابی اینترنت اشیا
- ایزوتوپ‌های پایدار

## اهمیت
برچسب‌های الکترونیکی تصویر کامل و دقیقی از الگوهای مهاجرت به دانشمندان می‌دهند. برای مثال، وقتی دانشمندان از فرستنده‌های رادیویی برای ردیابی یک گله گوزن کانادایی استفاده کردند، دو نکته مهم را آموختند. اولاً، آنها فهمیدند که گله خیلی بیشتر از آنچه در گذشته تصور می‌شد، حرکت می‌کند. دوم، آنها فهمیدند که هر سال گله برای زایمان تقریباً به همان مکان برمی‌گردد. به دست آوردن این اطلاعات با برچسب‌های «فناوری پایین» دشوار یا غیرممکن بود.
ردیابی مهاجرت‌ها ابزاری مهم برای درک بهتر و حفاظت از گونه‌ها است. برای مثال، گاوهای دریایی فلوریدا گونه‌ای در معرض خطر انقراض هستند و بنابراین به حفاظت نیاز دارند. ردیابی رادیویی نشان داد که گاوهای دریایی فلوریدا ممکن است هنگام مهاجرت تا رود آیلند نیز سفر کنند. این اطلاعات نشان می‌دهد که گاوهای دریایی ممکن است در بیشتر سواحل اقیانوس اطلس ایالات متحده به حفاظت نیاز داشته باشند. پیش از این، تلاش‌های حفاظتی عمدتاً در منطقه فلوریدا متمرکز بود.
در پی نشت لکهٔ نفت شرکت بی‌پی، تلاش‌ها برای ردیابی جانوران در خلیج فارس افزایش یافته است. بیشتر پژوهشگرانی که از برچسب‌های الکترونیکی استفاده می‌کنند، تنها چند گزینه دارند: برچسب‌های ماهواره‌ای پاپ‌آپ، برچسب‌های بایگانی یا برچسب‌های ماهواره‌ای. از نظر تاریخی، این برچسب‌ها عموماً گران بودند و می‌توانستند چندین هزار دلار برای هر برچسب هزینه داشته باشند. با این حال، با پیشرفت‌های کنونی در فناوری، قیمت‌ها اکنون به پژوهشگران اجازه می‌دهد تا جانوران بیشتری را برچسب‌گذاری کنند. با افزایش تعداد گونه‌ها و افرادی که می‌توانند برچسب‌گذاری شوند، ثبت و پذیرش اثرات منفی بالقوه‌ای که این دستگاه‌ها ممکن است داشته باشند، مهم است.